# Lèmur de cua anellada
El lèmur de cua anellada, maquí de cua anellada o lèmur cuaanellat (Lemur catta) és una espècie de primat estrepsirrí de la família dels lemúrids, l'única del gènere Lemur. La seva llarga cua amb anells blancs i negres en fa l'espècie de lèmur més coneguda. Com tots els lèmurs, és endèmic de l'illa de Madagascar. En el seu entorn és conegut com a hira (en malgaix) o maki (en francès i malgaix). Habita els boscos de galeria i matollars espinosos del sud de l'illa. És omnívor i el més terrestre de tots els lèmurs vivents.
És un animal molt social que viu en grups de fins a trenta individus. El sexe dominant són les femelles, igual que passa amb els altres lèmurs. Els individus d'un mateix grup jauen ensems per conservar la calor i reforçar els vincles socials. Un altre comportament fonamental és l'empolainament recíproc, un acte social que serveix per eliminar insectes de la pell i el pelatge i, alhora, estrènyer els llaços socials i familiars. És un lèmur exclusivament diürn, és a dir, que només surt de dia. Gaudeix prenent el sol assegut a terra amb les mans obertes, els ulls clucs i la panxa blanca exposada a l'astre rei.
Com altres lèmurs, aquesta espècie confia molt en el seu sentit de l'olfacte, i marca el territori amb glàndules odoríferes. Els mascles presenten un comportament únic de marcatge olorós anomenat marcatge amb esperons, i participen en «lluites pudents» impregnant-se la cua amb la seva olor i fent-la olorar als rivals. És un dels primats que més usen la veu i emet moltes vocalitzacions, incloent-hi crides de cohesió del grup o crides d'alarma. Tot i que manca d'un cervell gros, si es compara amb el dels primats simiformes, els experiments han demostrat que el lèmur de cua anellada pot organitzar seqüències, comprendre operacions aritmètiques i triar les eines adequades segons les seves qualitats funcionals.
Tot i ser catalogat com a espècie amenaçada per la Llista Vermella de la UICN i malgrat que sofreix de destrucció de l'hàbitat, el lèmur de cua anellada es reprodueix fàcilment en captivitat i es troba habitualment en zoològics d'arreu del món, amb més de 2.000 exemplars. Sol viure entre setze i dinou anys en estat salvatge i fins a vint-i-set en captivitat.

## Etimologia
El nom Lemur fou triat pels primers biòlegs que els estudiaren perquè les crides d'algunes espècies elusives de lèmur els recordaven els crits dels esperits dels morts, o lemures, de la mitologia romana. El nom específic, catta, es deu a la semblança entre els roncs que emet el lèmur de cua anellada i els del gat domèstic.

## Història evolutiva
Tots els fòssils de mamífers de Madagascar daten de temps recents. Així doncs, no se sap gaire sobre l'evolució del lèmur de cua anellada, i encara menys de l'infraordre dels lemuriformes, que comprèn la totalitat de la població endèmica de primats de l'illa. Tanmateix, les proves cromosòmiques i moleculars suggereixen que els lèmurs estan més relacionats entre ells que amb la resta de primats estrepsirrins. Per tal que passés això, es creu que una minúscula població ancestral arribà a Madagascar per mitjà d'un únic esdeveniment de navegació entre fa vuitanta i cinquanta milions d'anys. La radiació evolutiva i l'especiació posteriors crearen la diversitat de lèmurs malgaixos d'avui en dia. Es creu que, entre les espècies de la subfamília dels lemurins, el lèmur de cua anellada és la més propera als lèmurs del gènere Hapalemur, que podria ser un grup germà de la família dels lemúrids.

### Classificació taxonòmica
El gènere Lemur només conté una espècie, el lèmur de cua anellada.
- Família Lemuridae
  - Subfamília Lemurinae
    - Gènere Lemur: lèmur de cua anellada
    - Gènere Eulemur
    - Gènere Varecia

  - Subfamília Hapalemurinae
    - Gènere Hapalemur
    - Gènere Prolemur

#### Canvis en la taxonomia
El lèmur de cua anellada comparteix moltes semblances amb els altres membres de la subfamília dels lemurins, i el seu esquelet és gairebé indistingible del dels lèmurs marrons. Per aquests motius, el lèmur de cua anellada, els lèmurs marrons i els lèmurs de collar eren anteriorment agrupats al gènere Lemur. Tanmateix, els lèmurs de collar foren reclassificats dins el gènere Varecia el 1962, i a causa de semblances entre el lèmur de cua anellada i els lèmurs del bambú, especialment quant a les proves moleculars i semblances en les glàndules odoríferes, els lèmurs marrons foren moguts al gènere Eulemur el 1988. Actualment el gènere Lemur és monotípic, car només inclou el lèmur de cua anellada. Tot i que no totes les autoritats hi estan d'acord, actualment la majoria de la comunitat primatològica afavoreix aquesta classificació.

## Anatomia i fisiologia

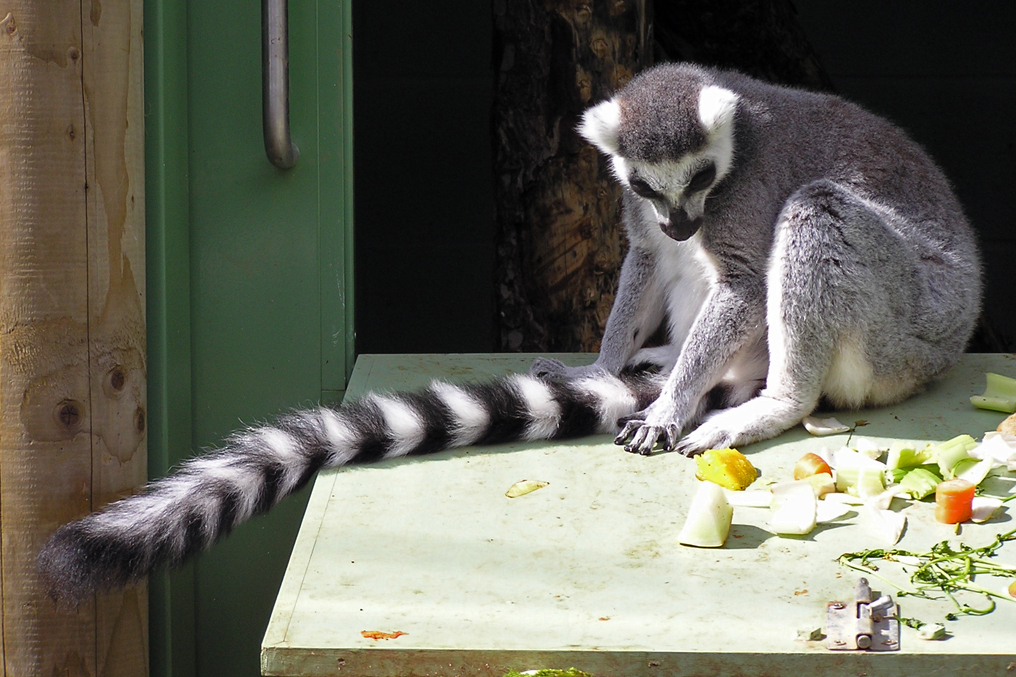
La cua del lèmur de cua anellada és més llarga que el seu cos.

Un lèmur de cua anellada adult pot assolir una llargada corporal d'entre 39 i 46 centímetres i un pes d'entre 2,3 i 3,5 quilograms. El lèmur té una constitució esvelta i una cara estreta, que recorda a un musell vulpí. Com tots els lèmurs, té unes potes posteriors més grans que les anteriors. Les femelles tenen dos parells de glàndules mamàries, però només un és funcional.
Tant els mascles com les femelles presenten glàndules odoríferes mancades de pèl. Ambdós sexes tenen glàndules sebàcies i apocrines a la regió genital, així com glàndules antebraquials situades a la superfície interior de l'avantbraç, a prop del canell. Tanmateix, només el mascle té una espina còrnia que se sobreposa a aquesta glàndula odorífera. Els mascles també tenen glàndules braquials a la superfície axil·lar de les espatlles.
El tret característic del lèmur de cua anellada, una llarga cua peluda, té un patró de ratlles transversals de color alternativament blanc i negre, amb entre tretze i quinze ratlles de cada color, i que sempre s'acaba amb una punta negra. La cua és més llarga que el cos, arribant a mesurar fins a 64 centímetres de llarg. La cua no és prènsil, i només s'utilitza per mantenir l'equilibri, comunicar-se i fonamentar la cohesió del grup.
El pelatge és dens. El pelatge ventral (del pit) i el coll és de color blanc o crema, mentre que el pelatge dorsal (de l'esquena) va del gris a un marró rosat. La coroneta és d'un gris fosc, mentre que les orelles i les galtes són blanques. El musell és d'un gris fosc i el nas és negre, mentre que els ulls estan envoltats de taques negres en forma de lluna.
La pell negra és visible al nas, els genitals, els palmells i les soles de les potes. El lèmur de cua anellada comparteix diverses adaptacions amb la resta de lèmurs. Els seus dits tenen coixinets, són esvelts i semidestres, amb ungles planes semblants a les dels humans. S'empolaina oralment llepant-se i rascant-se amb les dents amb les seves dents canines i incisives inferiors procumbents i estretes, cosa que rep el nom de pinta dental. Finalment, té una urpa d'empolainament al segon dit de cada pota posterior, especialitzada per l'empolainament, i més concretament per rastellar el pèl al qual no arriben la boca i la pinta dental.
Els ulls poden ser d'un groc llampant o taronges. A diferència de la majoria de primats diürns, però com tots els estrepsirrins, el lèmur de cua anellada té un tapetum lucidum, una capa refractiva situada darrere la retina que millora la visió nocturna.

Anatomia del lèmur de cua anellada
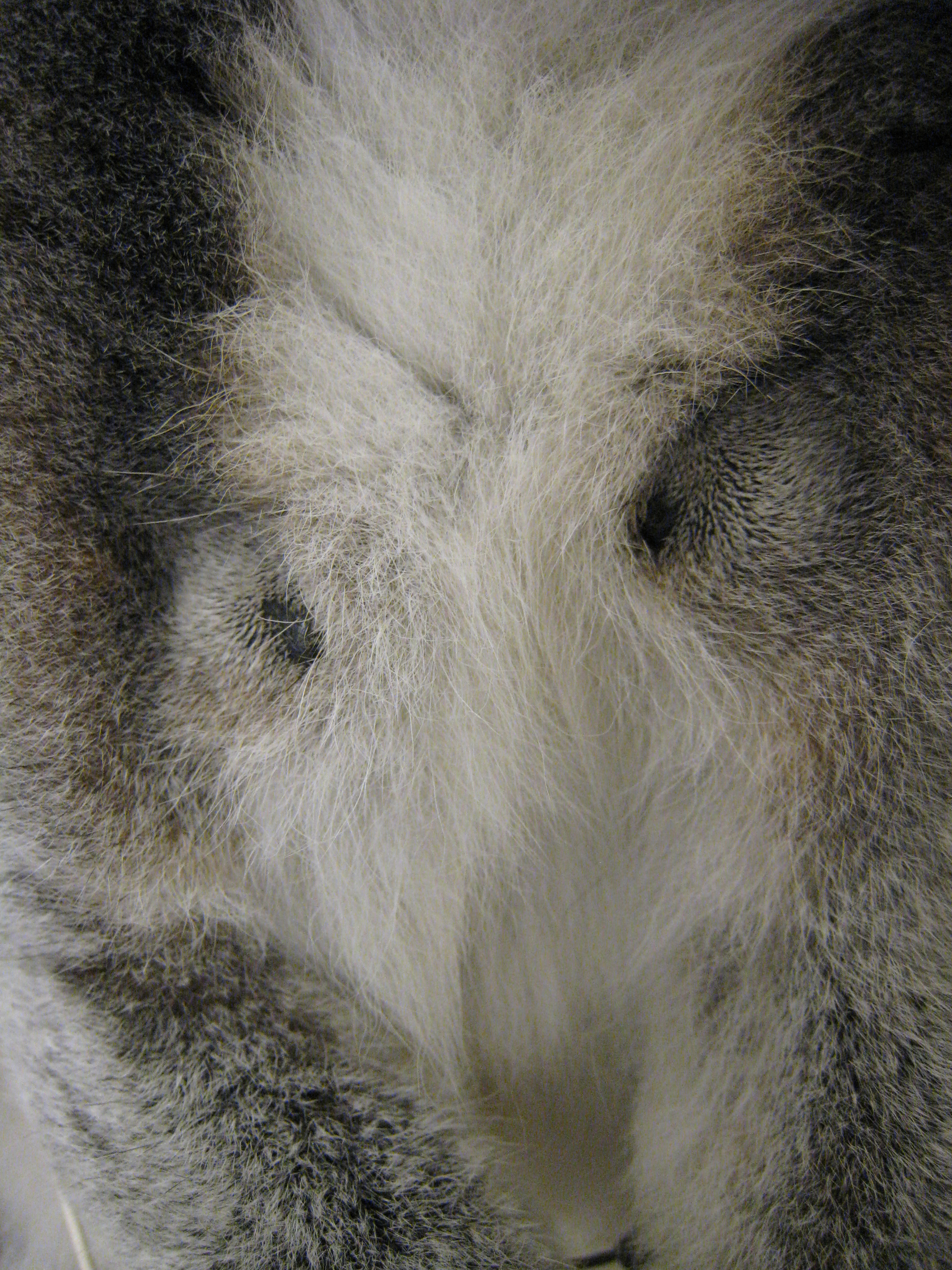
Les glàndules braquials d'un mascle a dalt del pit i a prop de l'aixella
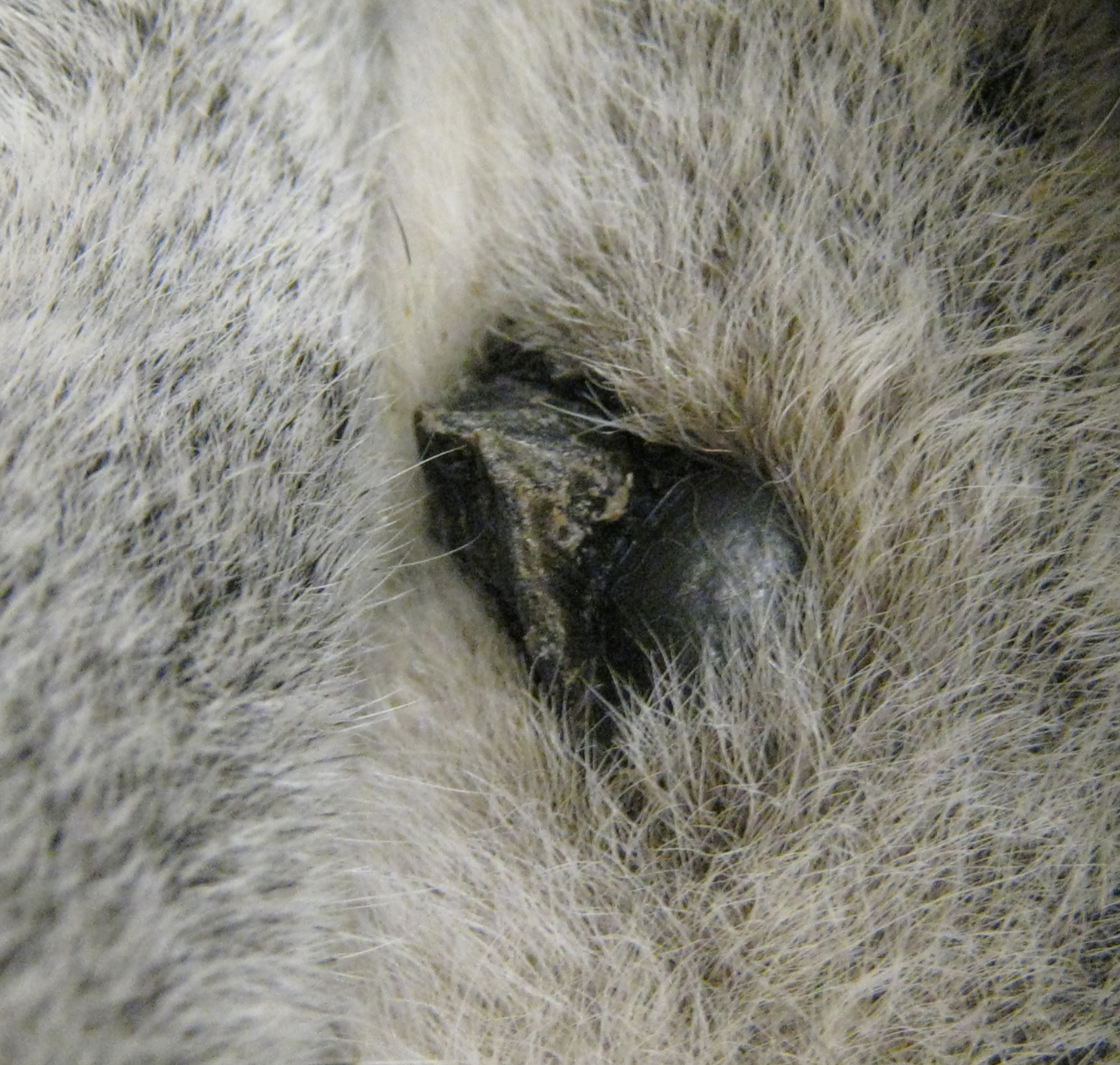
Espina i glàndula antebraquial a l'avantbraç d'un mascle
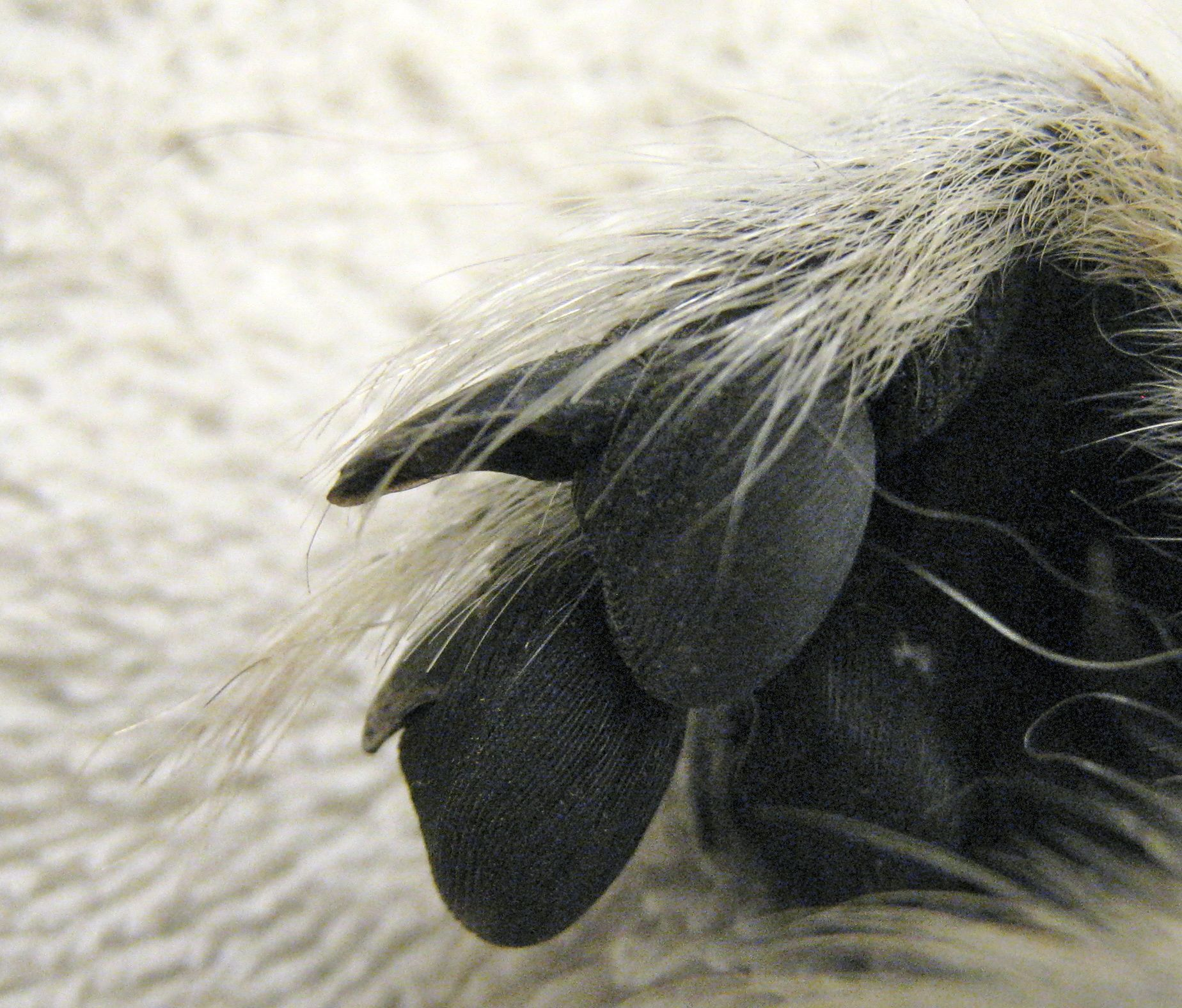
Comparació de l'urpa d'empolainament del segon dit amb l'ungla del tercer dit
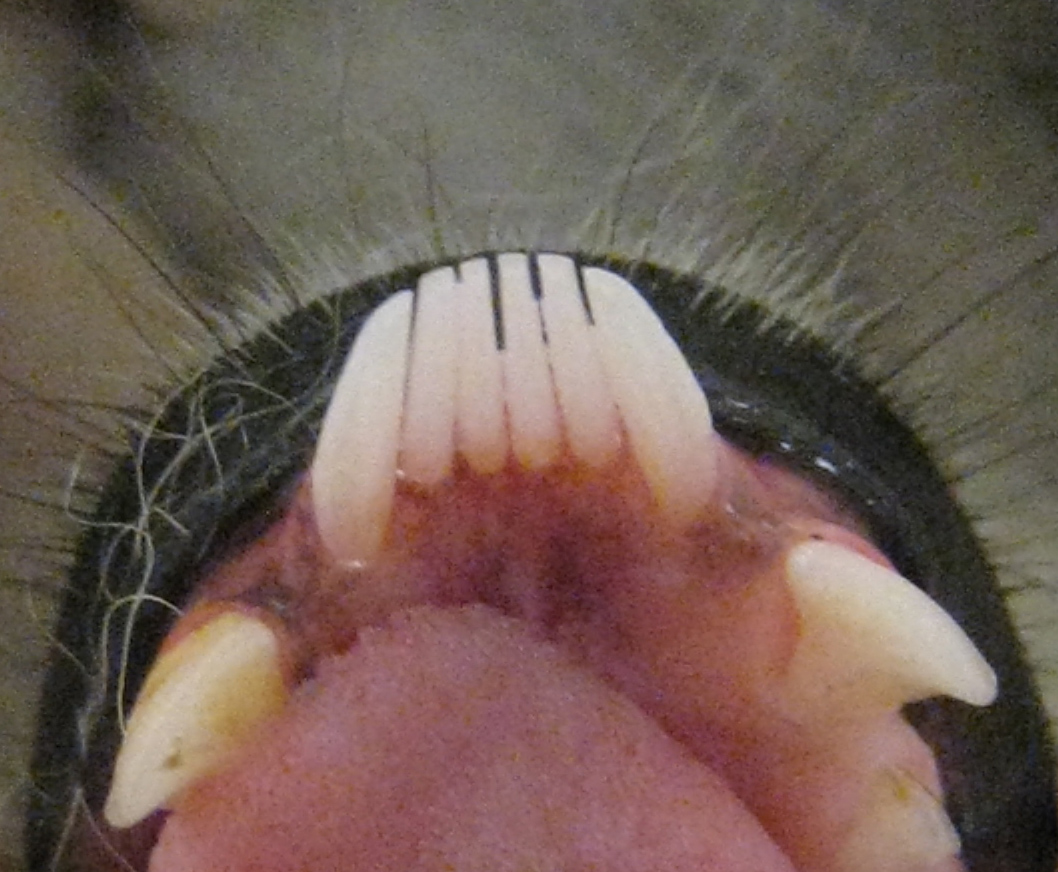
La dentadura inferior inclou una pinta dental

## Ecologia
El lèmur de cua anellada és diürn i semiterrestre. És l'espècie de lèmur més terrestre, romanent un terç del temps a terra. Tanmateix, continua sent considerablement arborícola, passant un 23% del temps al dosser mitjà, un 25% al dosser superior, un 6% a la capa emergent i un 13% entre petits matolls. Els grups es desplacen per terra el 70% del temps.
La mida, l'àmbit de distribució i la densitat de població dels grups varien segons la regió i l'abundància d'aliments. Els grups solen compondre's d'entre sis i vint-i-cinc animals, tot i que s'han observat grups amb més de trenta exemplars. En mitjana, contenen entre tretze i quinze exemplars. El territori de cada grup varia entre sis i trenta-cinc hectàrees. Els grups de lèmurs de cua anellada defensen el seu territori, però sovint els territoris s'encavalquen. Quan es troben dos grups, les trobades solen ser agonístiques o hostils. Un grup sol ocupar la mateixa part del seu àmbit de distribució durant tres o quatre dies abans de moure's. Quan es desplaça, la distància mitjana recorreguda és d'un quilòmetre. La densitat de població va des de 100 exemplars per km² en boscos secs fins a 250-600 exemplars per m² en boscos de galeria i boscos secundaris.
El lèmur de cua anellada té depredadors tant nadius com introduïts. Els depredadors nadius inclouen la fossa (Cryptoprocta ferox), l'arpella esparverenca de Madagascar (Polyboroides radiatus), l'aligot de Madagascar (Buteo brachypterus) i la boa de Madagascar (Boa madagascariensis). Els depredadors introduïts inclouen la civeta petita de l'Índia (Viverricula indica), el gat domèstic i el gos domèstic.

### Distribució geogràfica i hàbitat

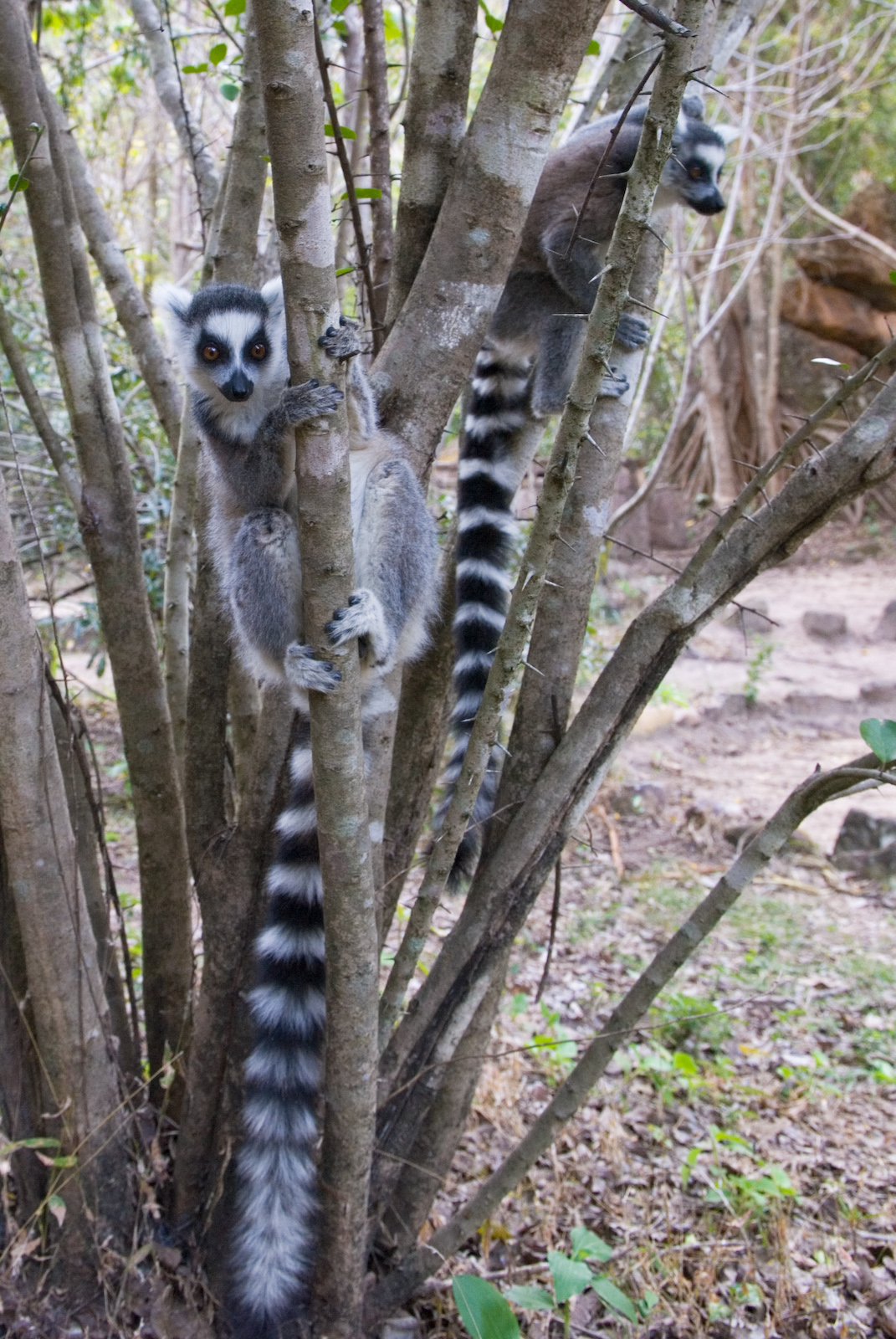
Lèmurs de cua anellada al Parc Nacional d'Isalo al Madagascar

El lèmur de cua anellada, endèmic del sud i el sud-oest de Madagascar, s'aventura més a les zones altes que els altres lèmurs. Viu en boscos caducifolis, matollars secs, montanes, boscos humits i boscos de galeria (boscos situats a les ribes de rius). Prefereix notablement els boscos de galeria, però gran part d'ells han estat eliminats de Madagascar per crear pastures pel bestiar. Depenent de l'indret, les temperatures del seu àmbit de distribució poden variar entre 7 °C i 48 °C.
Aquesta espècie arriba tan a l'est com Tôlanaro, al nord fins a Belo sur Tsiribihina, al llarg de la costa occidental i terra endins vers les muntanyes d'Andrngitra, a la meseta sud-oriental. Se la pot veure a la Reserva de Berenty, el Parc Nacional d'Andohahela, el Parc Nacional d'Isalo i el Parc Nacional de Zombiste-Vohibasia.

### Relacions simpàtriques
Les següents espècies de lèmur són simpàtriques amb el lèmur de cua anellada, cosa que significa que són espècies relacionades que es troben dins el seu àmbit de distribució:
- Sifaca de Verreaux (Propithecus verreauxi)
- Lèmur mostela (Lepilemur ruficaudatus)
- Lèmur de peus blancs (Lepilemur leucopus)
- Lèmur bru de front vermell (Eulemur rufus)
- Lèmur nan gros (Cheirogaleus major)
- Lèmur nan de cua gruixuda (Cheirogaleus medius)
- Ai-ai (Daubentonia madagascariensis)
- Lèmur gris (Hapalemur griseus)

A l'oest de Madagascar, han estat estudiat ensems lèmurs de cua anellada i lèmur bru de front vermell. El lèmur de cua anellada passa més temps a terra que el lèmur bru de front vermell. Tot i que les dietes de les dues espècies s'assemblen, mengen en proporcions diferents, car el lèmur de cua anellada té una dieta més variada.

## Comportament

### Dieta
El lèmur de cua anellada és un omnívor oportunista que s'alimenta principalment de fruits i fulles, particularment les del tamarinde (Tamarindus indica), que els nadius coneixen com a kily. Si n'hi ha, el tamarinde representa fins a un 50% de la seva dieta, especialment durant la seca estació hivernal. El lèmur de cua anellada menja fins a trenta-sis espècies vegetals diferents, i la seva dieta inclou flors, herbes, escorça i resina. Se l'ha observat menjant fusta en descomposició, terra, teranyines, capolls d'insectes, artròpodes (aranyes, centpeus, cigales i salta-martins) i petits vertebrats (ocells i camaleons). Durant l'estació seca esdevé més oportunista.

### Sistemes socials
Els grups són classificats com a multimascles/multifemeles, amb una matrilínia com a grup central. Com en molts lèmurs, les femelles dominen socialment els mascles en la majoria de casos, com ara la prioritat a l'hora de menjar. El domini s'imposa amb empentes, persecucions, immobilitzacions, agafades i mossegades. Les femelles joves no hereten el rang de la seva mare i els mascles joves deixen el grup a entre tres i cinc anys. Els dos sexes tenen una jerarquia de domini separada; les femelles tenen una jerarquia distinta mentre que el rang dels mascles està relacionat amb l'edat. Cada grup té entre un i tres mascles adults centrals de rang alt, que interaccionen amb les femelles més que la resta de mascles i que lideren la marxa del grup juntament amb les femelles de rang alt. Els mascles acabats d'arribar, els mascles vells o els mascles adults joves que encara no han deixat el seu grup natal sovint tenen un rang inferior. Romanen a la perifèria del grup i tendeixen a quedar marginats de l'activitat del grup.
En els mascles, els canvis de l'estructura social poden ser estacionals. Durant els sis mesos que van de desembre a maig, alguns mascles migren entre grups. Els mascles establerts migren cada 3,5 anys, tot i que els mascles joves poden migrar cada 1,4 anys. La fissió del grup es produeix quan el grup esdevé massa gran i els recursos escassegen.

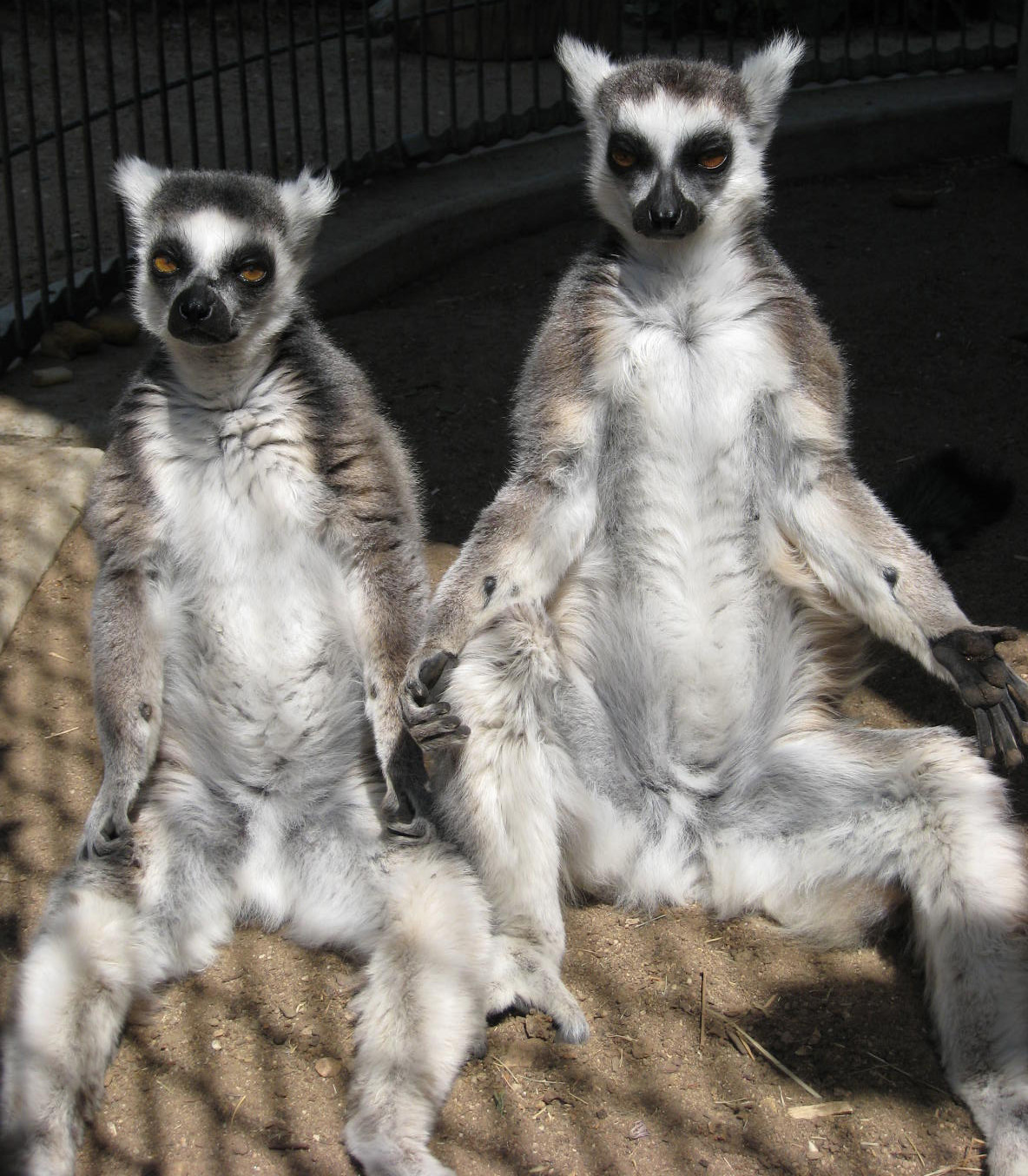
Lèmurs de cua anellada prenent el sol

Els matins, el lèmur de cua anellada pren el sol per escalfar-se. Es posa de cara al sol, assegut en una posició que sovint és descrita com a postura d'«adoració del Sol» o postura «del lotus». Tanmateix, s'asseu amb les cames esteses cap enfora, no amb les cames creuades, i sovint es recolza en branques properes. Prendre el sol és sovint una activitat en grup, particularment durant els matins freds. De nit, es formen diversos grups per dormir, els individus dels quals s'arrauleixen ben a prop els uns dels altres per mantenir la calor. Un grup de lèmurs de cua anellada arraulits rep el nom de «bola de lèmurs».
Tot i ser quadrúpede, el lèmur de cua anellada es pot posar dret i mantenir-se sobre les potes posteriors, sovint com a signe d'agressivitat. Quan és amenaçat, el lèmur de cua anellada pot saltar enlaire i atacar amb les seves curtes ungles i els afilats ullals superiors, en un comportament anomenat «lluita amb salts». Això és extremament rar fora de la temporada d'aparellament, quan les tensions estan altes i la competició per les parelles és intensa. Altres comportaments agressius inclouen una mirada amenaçant, utilitzada per intimidar o per començar una baralla, i un gest de submissió que consisteix a tirar els llavis cap endins.
A vegades es produeixen disputes frontereres amb grups rivals, i la responsabilitat de defensar el territori del grup recau sobre la femella dominant. Els enfrontaments agonístics consisteixen a mirar-se fixament, llançar-se cap endavant i, a vegades, agressions físiques, i s'acaben amb la retirada dels membres del grup cap al centre del seu territori.

#### Comunicació olfactiva

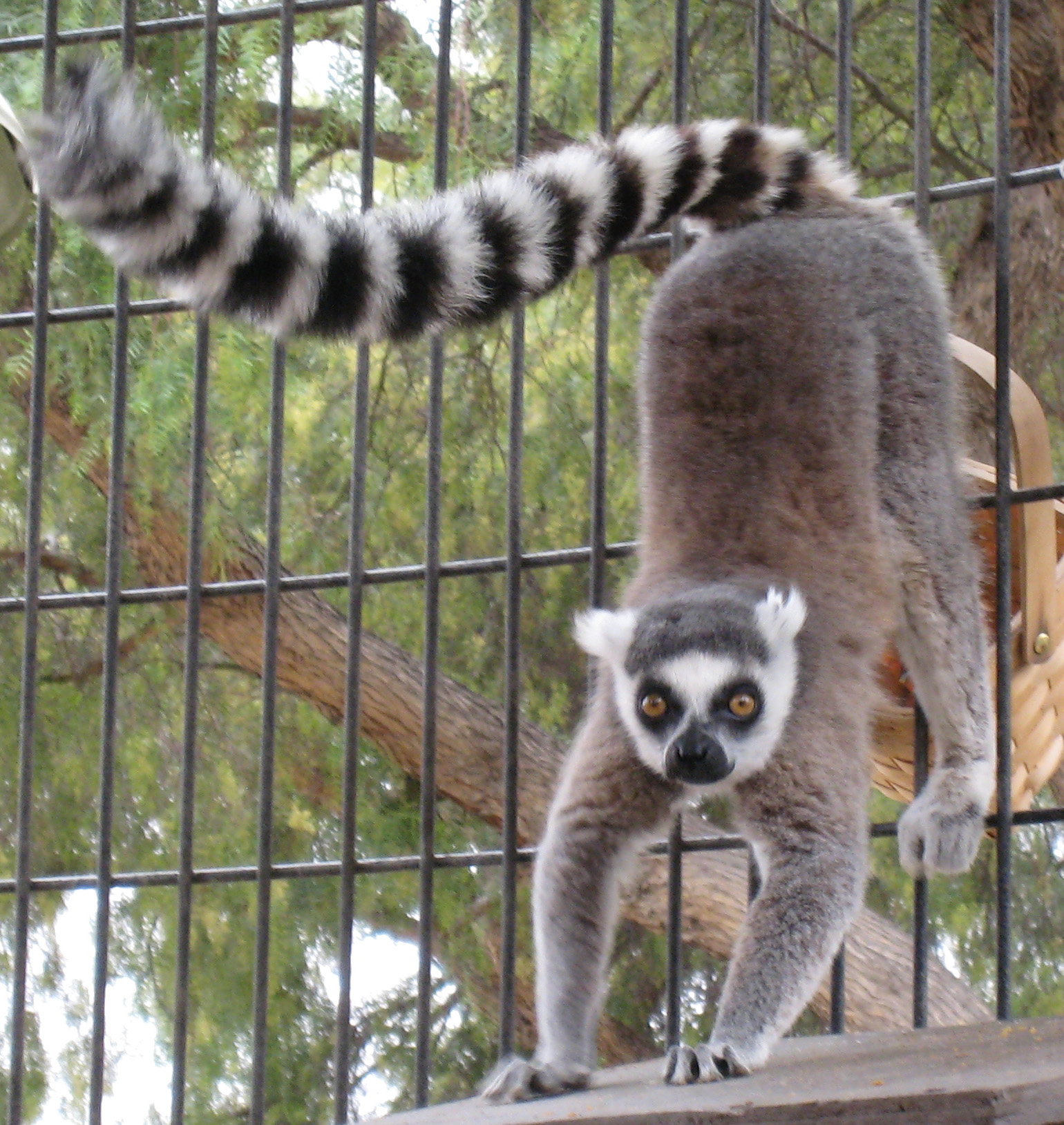
Un lèmur de cua anellada deixa marques odoríferes amb les glàndules odoríferes anogenitals.

La comunicació olfactiva és de vital importància pels prosimis com el lèmur de cua anellada. Tant els mascles com les femelles marquen amb olors superfícies tant verticals com horitzontals a les parts del seu territori que s'encavalquen amb les d'altres, utilitzant les seves glàndules odoríferes anogenitals. El lèmur de cua anellada «fa el pi» per marcar superfícies verticals, agafant-se al punt més alt amb els peus mentre aplica l'olor. L'ús del marcatge amb olors varia segons l'edat, el sexe i l'estatus social. Els lèmurs mascles utilitzen les glàndules de l'avantbraç i del braç per marcar territori i mantenir la jerarquia de dominància dins del grup. La pua que es troba a sobre de la glàndula de l'avantbraç a cada canell és raspada contra els troncs dels arbres per crear solcs que quedin impregnats de la seva olor. Això rep el nom de «marcatge olorós».
Per demostrar agressivitat, els mascles presenten un comportament de demostració social anomenat «lluites pudents», en les quals s'impregnen la cua amb secrecions de les glàndules de l'avantbraç i del braç i onegen la cua olorosa davant dels mascles rivals. Durant la temporada d'aparellament, els mascles onegen la cua olorosa davant de les femelles com a forma d'obertura sexual; la femella sol colpejar o mossegar el mascle, que respon amb vocalitzacions de subordinació.

#### Comunicació auditiva
El lèmur de cua anellada és un dels primats que més usen la veu i té una complexa varietat de vocalitzacions diferents, utilitzades per mantenir la cohesió del grup durant la cerca d'aliments i per avisar-ne els membres de la presència d'un depredador. Les crides van de simples a complexes. Un exemple de crida simple és el ronc, que expressa felicitat. Un exemple de crida complexa és la seqüència de clics, clics amb boca tancada, clics amb boca oberta, i lladrucs utilitzats durant l'assetjament de depredadors. Algunes crides tenen variants i experimenten transicions entre les variants, com se sent en la transició de la crida de socors d'un infant.
Les vocalitzacions més habituals són els gemecs (excitació baixa-moderada, cohesió de grup), plors aguts (excitació moderada alta, cohesió de grup) i els clics («marcador de situació», per cridar l'atenció).
- Lemur_catta--purr1.ogg (ajuda·info) Ronc
- Lemur_catta--click_series_&_yaps.ogg (ajuda·info) Lladrucs
- Lemur_catta--moan1.ogg (ajuda·info) Gemecs
- Lemur_catta--infant_whits_transition_var1-var2.ogg (ajuda·info) Crida de socors d'un infant
- Lemur_catta--early-high_wails1.ogg (ajuda·info) Plors aguts
- Lemur_catta--clicks1.ogg (ajuda·info) Clics

### Aparellament i reproducció
El lèmur de cua anellada és poligin, tot i que el mascle dominant del grup sol aparellar-se amb més femelles que els altres mascles. Les baralles són més habituals durant la temporada d'aparellament. Una femella receptiva pot començar l'aparellament presentant el seu darrere, alçant la cua i mirant el mascle desitjat per sobre l'espatlla. Els mascles poden inspeccionar els genitals de la femella per determinar-ne la receptivitat. Les femelles solen aparellar-se amb mascles del seu grup, però poden buscar mascles d'altres grups.

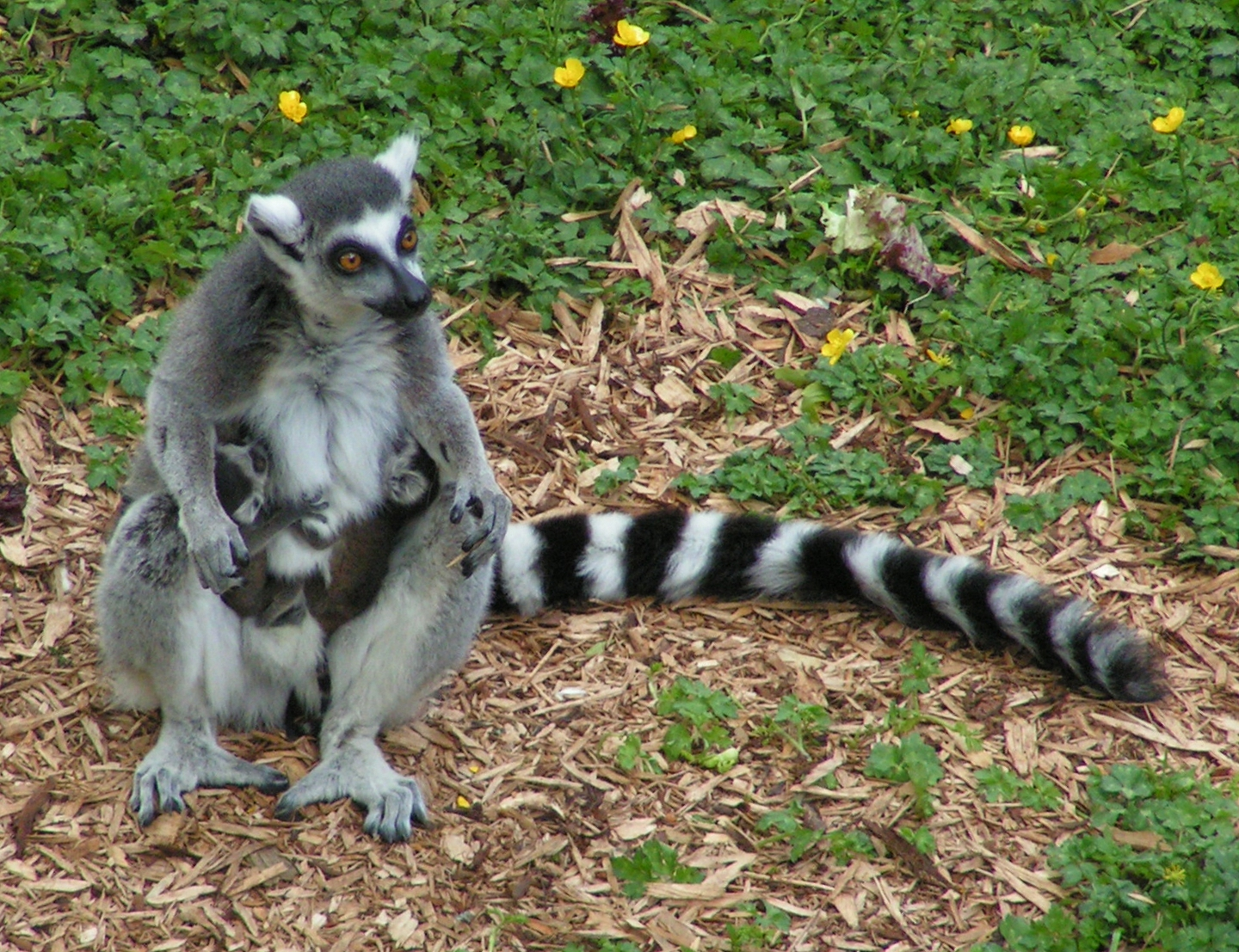
Una femella cuidant els seus bessons nounats

La temporada d'aparellament dura entre mitjans d'abril i mitjans de maig. L'estre dura entre quatre i sis hores, i les femelles s'aparellen amb diversos mascles durant aquest període. Dins d'un grup, les femelles escalonen la seva receptivitat de manera que cada femella entra en zel en un dia diferent de la temporada d'aparellament, reduint la competició per l'atenció dels mascles. La gestació dura uns 135 dies, i el part es produeix al setembre o a vegades a l'octubre. En estat salvatge, sol néixer una sola cria, tot i que també poden néixer bessons. Els lèmurs de cua anellada nounats tenen un pes de 70 grams, i les mares els porten al pit durant les primeres 1-2 setmanes, i després a l'esquena.
Els lèmurs joves comencen a menjar aliments sòlids després de dos mesos i deixen de ser alletats a l'edat de cinc mesos. Assoleixen la maduresa sexual a l'edat d'entre 2,5-3,5 anys. El paper dels mascles en la cria dels infants és limitat, tot i que el grup al complet, sense importar l'edat o el sexe, es dedica a cuidar les cries. S'han observat casos d'infants criats per femelles del seu mateix grup però que no són la seva mare. A vegades també hi pot haver segrestos per part de les femelles i infanticidis per part dels mascles. A causa de les condicions ambientals dures, els depredadors i accidents com ara caigudes, la mortalitat infantil pot ser de fins al 50% durant el primer any, i pot ser que només un 30% arribin a ser adults. El lèmur de cua anellada pot viure 16-19 anys (27 en captivitat).

### Capacitats cognitives i ús d'eines
Històricament, els estudis d'aprenentatge i cognició en primats no humans s'han concentrat en els simis (micos i grans simis), mentre que els primats estrepsirrins, com ara el lèmur de cua anellada i similars, han estat ignorats i titllats popularment com a no intel·ligents. Un parell de factors dels primers experiments han influït en el desenvolupament d'aquesta concepció. Primerament, el disseny experimental de les proves més antigues podria haver afavorit el comportament natural i l'ecologia dels simis per sobre la dels estrepsirrins, fent que les tasques experimentals fossin inapropiades pels lèmurs. Per exemple, els simis són coneguts pel seu joc manipulatiu amb objectes no alimentaris, mentre que els lèmurs només han estat observat manipulant objectes no alimentaris en captivitat. Aquest comportament és relacionat generalment amb l'associació als aliments. A més, se sap que els lèmurs utilitzen el nas i la boca més que les mans, a l'hora de moure objectes. Per tant, un experiment que requerís que un lèmur manipulés un objecte sense haver estat ensinistrat afavoriria els simis per sobre els estrepsirrins. Segonament, lèmurs de cua anellada individuals acostumats a viure en grup poden no respondre bé a l'aïllament de les proves de laboratori. Estudis fets han observat comportaments histèrics en casos així. Com a resultat d'aquests estudis primerencs, els lèmurs han estat sovint omesos de les investigacions posteriors.
La noció que els lèmurs no són intel·ligents ha sigut perpetuada per la visió que la ràtio del neocòrtex (com a mesura de la mida cerebral) indica intel·ligència. De fet, la primatòloga Alison Jolly remarcà al principi de la seva carrera acadèmica que algunes espècies de lèmur, com el lèmur de cua anellada, han desenvolupat una complexitat social similar a la dels micos cercopitecins, però no la intel·ligència corresponent. Després d'anys d'observar poblacions de lèmurs de cua anellada a la reserva de Berenty de Madagascar, així com els babuïns d'Àfrica, més recentment arribà a la conclusió que aquesta espècie de lèmur altament social no presenta la complexitat social equivalent dels micos cercopitecins, malgrat l'aparença general.
Sigui com sigui, les investigacions han continuat explorant la complexitat de la ment dels lèmurs, emfatitzant les capacitats cognitives del lèmur de cua anellada. Tan aviat com a mitjans de la dècada del 1970, alguns estudis ja havien demostrat que es podia entrenar lèmurs per mitjà de condicionament operant, utilitzant mètodes de reforç estàndard. L'espècie ha demostrat la seva capacitat d'aprendre a discriminar patrons, lluentors i objectes, una habilitat comuna entre els vertebrats. El lèmur de cua anellada ha demostrat poder aprendre una varietat de tasques complexes que igualen, quan no excedeixen, les actuacions dels simis.
Més recentment, investigacions al Duke Lemur Center han demostrat que els lèmurs de cua anellada poden organitzar seqüències a la memòria i recuperar seqüències ordenades sense llenguatge. El disseny experimental demostrà que els lèmurs utilitzaven una representació interna de la seqüència per guiar les seves respostes i no seguien simplement una seqüència apresa, en què una unitat de la seqüència influeix en la selecció de la següent. Tanmateix, aquest no és el límit de les capacitats de raonament del lèmur de cua anellada. Un altre estudi, dut a terme a la Reserva de Lèmurs de Myakka City, suggereix que aquesta espècie, així com altres espècies de lèmur properes, entenen operacions aritmètiques senzilles.
Com que l'ús d'eines és considerat una característica clau de la intel·ligència dels primats, l'aparent manca d'aquest comportament en els lèmurs salvatges, juntament amb la manca de jocs amb objectes no alimentaris, ha contribuït a reforçar la percepció que els lèmurs són menys intel·ligents que els seus cosins simis. Tanmateix, un altre estudi de la Reserva de Lèmurs de Myakka City examinà la representació de la funcionalitat d'eines tant en el lèmur de cua anellada com en el lèmur bru i descobrí que, com els micos, utilitzen eines amb propietats funcionals (com ara l'orientació de les eines o la facilitat d'ús) en lloc d'eines amb característiques no funcionals (com ara el color o la textura). Tot i que els lèmurs de cua anellada no semblen utilitzar eines en estat salvatge, no només se'ls pot ensinistrar perquè ho facin, sinó que trien eines preferencialment basant-se en les seves qualitats funcionals. Per tant, la capacitat conceptual d'utilitzar eines podria haver estat present en l'avantpassat comú dels primats, tot i que l'ús d'eines podria no haver aparegut fins bastant més tard.

## Estat de conservació
A més de ser classificat com a espècie amenaçada per la UICN en la seva avaluació més recent (2020), el lèmur de cua anellada ha sigut classificat des del 1977 pel CITES sota l'Apèndix I, que fa que sigui il·legal comerciar amb exemplars capturats al seu medi natural. Tot i que hi ha espècies de lèmur més amenaçades, el lèmur de cua anellada és considerat una espècie insígnia a causa de la facilitat amb la qual se'l reconeix.
Hi ha tres factors que amenacen els lèmurs de cua anellada. El principal és la destrucció de l'hàbitat. A partir de fa aproximadament 2.000 anys amb l'arribada dels humans a l'illa, es començà a obrir boscos per crear pastures i terres agrícoles. L'extracció de fustes dures com a combustible i fusta, així com la mineria i el sobrepasturatge, també han tingut efectes nocius. Actualment, s'estima que s'ha perdut el 90% dels boscos originals de Madagascar. El creixement de les poblacions ha causat una demanda encara més gran a la part sud-oest de l'illa de llenya, carbó vegetal i fusta. Els focs de l'obertura de pastures, així com l'agricultura d'artigatge destrueixen els boscos. Una altra amenaça per l'espècie és la seva recol·lecció o bé com a aliment (carn de bosc) o com a animal de companyia. Finalment, les sequeres periòdiques comunes al sud de Madagascar poden afectar poblacions que ja es troben en declivi. El 1991 i el 1992, per exemple, una greu sequera causà una taxa de mortalitat anormalment alta entre els infants i les femelles a la Reserva Especial de Beza Mahafaly. Dos anys més tard, la població havia caigut en un 31% i trigà gairebé quatre anys a recuperar-se.
El lèmur de cua anellada viu en diverses zones protegides dins del seu àmbit de distribució, amb diferents nivells de protecció. A la Reserva Especial de Beza Mahafaly, s'ha adoptat un enfocament holístic a la conservació in situ. La investigació de camp implica no només estudiants internacionals i gent local (incloent-hi nens que van a l'escola), sinó que s'aplica la gestió de bestiar a les zones perifèriques de la reserva i l'ecoturisme beneficia els habitants locals.
A part del seu hàbitat minvant i altres amenaces, el lèmur de cua anellada es reprodueix fàcilment i se'n surt prou bé en captivitat. Per aquest motiu, juntament amb la seva popularitat, ha esdevingut el lèmur més comú en els zoos d'arreu del món, amb més de 2.000 exemplars en captivitat. Entre les instal·lacions ex situ implicades activament en la conservació del lèmur de cua anellada hi ha el Duke Lemur Center de Durham, la Lemur Conservation Foundation de Myakka City (Florida) i el Madagascar Fauna Group, amb el quarter general al Zoo de Saint Louis. Gràcies al gran èxit de la reproducció en captivitat, es podrien reintroduir lèmurs si les poblacions salvatges es desplomessin. Tot i que alliberaments experimentals a la Saint Catherine's Island de Geòrgia han reeixit, cosa que demostra que els lèmurs en captivitat poden adaptar-se fàcilment al seu ambient i presentar una gran varietat de comportaments naturals, l'alliberament de lèmurs en captivitat no es té en consideració.
Les poblacions de lèmur de cua anellada també poden beneficiar-se de les mesures contra la sequera, a causa de la disponibilitat d'abeuradors i la introducció d'arbres fruiters, com es veu a la Reserva Privada de Berenty al sud de Madagascar. Tanmateix, aquestes mesures no sempre són vistes favorablement, car no permeten fluctuacions naturals de la població. Es creu que l'espècie desenvolupà la seva alta fecunditat com a resposta al seu ambient sever; per tant, interferir amb aquest cicle natural podria afectar significativament el patrimoni gènic.

## Aspectes culturals
El lèmur de cua anellada, conegut localment com a hira (malgaix) o maki (francès, malgaix), ha sigut popularitzat a la cultura occidental per la sèrie de televisió d'Animal Planet Lemur Kingdom (o Lemur Street), així com el personatge Julien de les pel·lícules d'animació Madagascar (2005) i Madagascar 2 (2008). La sèrie de televisió presenta esdeveniments reals en la vida de lèmurs de cua anellada salvatges, mentre que les pel·lícules de dibuixos animats en fan representacions antropomòrfiques, com ara lèmurs que parlen, canten i ballen. El lèmur de cua anellada també era el centre del documental de Nature del 1996, A Lemur's Tale, rodat a la Reserva de Berenty, que seguia un grup de lèmurs. El grup incloïa un únic infant anomenat Sapphire, que era gairebé albí, amb un pelatge blanc, ulls d'un color blau brillant, i la típica cua anellada.
Aquesta espècie també aparegué a la comèdia del 1997 Criatures ferotges, protagonitzada per John Cleese, que té una passió pels lèmurs. De fet, John Cleese també narrà el documentari de la BBC del 1998 In the Wild: Operation Lemur with John Cleese.